# تكلفة المعرفة

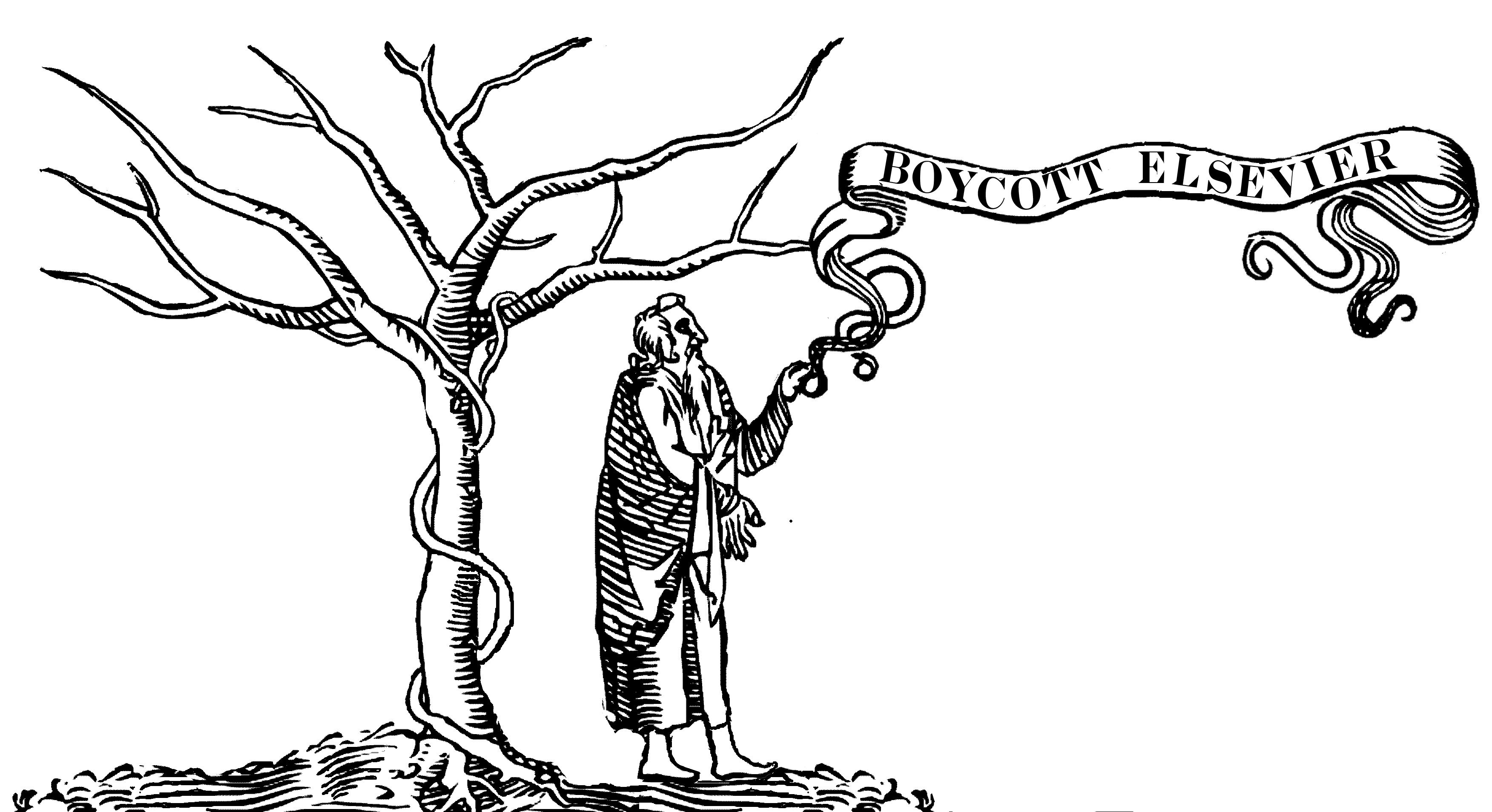
مقاطعة ناشر المجلات الأكاديمية إلزيفير

تكلفة المعرفة هي مجموعة احتجاج من قبل الأكاديميين ضد الممارسات التجارية لناشر المجلات الأكاديمية إلزيفير. كان من بين أسباب الاحتجاجات الدعوة إلى خفض أسعار المجلات وتعزيز الوصول المفتوح إلى المعلومات. كان العمل الرئيسي للمشروع هو مطالبة الباحثين بالتوقيع على بيان يلتزم فيه بعدم دعم مجلات إلزيفير من خلال النشر أو إجراء مراجعة الأقران أو تقديم خدمات التحرير لهذه المجلات.

## تاريخ
قبل ظهور الإنترنت، كان من الصعب على العلماء توزيع المقالات لإعطاء نتائج أبحاثهم. تاريخيا، قدم الناشرون الخدمات بما في ذلك تصحيح التجارب المطبعية، التنضيد، تحرير النسخ، الطباعة والتوزيع في جميع أنحاء العالم. في العصر الحديث، أصبح من المتوقع أن يقدم جميع الباحثين للناشرين نسخًا رقمية من أعمالهم التي لا تحتاج إلى مزيد من المعالجة - وبعبارة أخرى، يُتوقع من الأكاديمي الحديث القيام، مجانًا في كثير من الأحيان، بالواجبات الموكلة تقليديا للناشر، والتي من أجلها، تقليديا، يتم الدفع للناشر في المقابل. بالنسبة للتوزيع الرقمي، لم تكن الطباعة ضرورية، والنسخ مجاني، والتوزيع في جميع أنحاء العالم يتم عبر الإنترنت على الفور. تقنية الإنترنت، ومعها الانخفاض الكبير المذكور أعلاه في التكاليف العامة، مكّن الناشرين العلميين الأربعة الرئيسيين - إلزيفير وSpringer و Wiley و Informa - من خفض نفقاتهم حتى يتمكنوا باستمرار من تحقيق هوامش إجمالية على الإيرادات تزيد عن 33٪.

### استقالات هيئات التحرير
في عام 2006، تسعة من هيئة التحرير أعضاء جامعة أكسفورد الصورة المنشورة إلزيفير-الرياضيات مجلة طوبولوجيا استقال بسبب اتفقوا فيما بينهم على أن سياسات نشر إلسفير وكان «تأثير كبير وإلحاق أضرار في ' تصفح في المجتمع البحوث الرياضية.»  عارض متحدث باسم إلزيفير هذا، قائلاً إن «هذا لا يزال يمثل حدثًا نادرًا جدًا» وأن المجلة «متاحة اليوم لعدد أكبر من الناس أكثر من أي وقت مضى». يدرك الصحفيون هذا الحدث كجزء من سابقة لحملة تكلفة المعرفة. في عام 2008، بدأت مجلة الطبولوجيا بشكل مستقل عن إلزيفير، وانتهى طوبولوجيا النشر في عام 2009.
وبالمثل، في عام 2015، استقال مجلس التحرير بأكمله لمجلة إلزيفير Journal Lingua وبدأ في مجلة جديدة مفتوحة الوصول تسمى Glossa  ومع ذلك، لا تزال Lingua موجودة في عام 2021 ، وإن كان ذلك مع عامل تأثير أقل.

### تغيير من الوضع الراهن
في 21 كانون الثاني (يناير) 2012، دعا عالم الرياضيات تيموثي غاورز إلى مقاطعة إلزيفير بنشر مشاركة  على مدونته الشخصية. جذبت هذه المدونة اهتمامًا كافيًا لدرجة أن مصادر إعلامية أخرى علقت عليها باعتبارها جزءًا من بداية الحركة. الأسباب الثلاثة التي ذكرها للمقاطعة هي أسعار الاشتراك المرتفعة للمجلات الفردية، وتجميع الاشتراكات في المجلات ذات القيمة والأهمية المختلفة، ودعم إلزيفيرلـ قانون وقف القرصنة على الإنترنت، وقانون حماية الملكية الفكرية، وقانون الأعمال البحثية. يوضح «بيان الغرض» على موقع تكلفة المعرفة أنه تم اختيار إلزيفير كمحور تركيز أولي للاستياء بسبب «الشعور السائد بين علماء الرياضيات بأنهم أسوأ المذنبين.»  يذكر البيان كذلك «الفضائح، والدعاوى القضائية، وكسب التأييد، وما إلى ذلك». كأسباب للتركيز على إلزيفير.
عارض إلزيفير الادعاءات، بحجة أن أسعارها أقل من متوسط الصناعة، مشيرة إلى أن التجميع هو واحد فقط من عدة خيارات مختلفة متاحة لشراء الوصول إلى مجلات إلزيفير. كما ادعت الشركة أن هوامش ربحها الكبيرة هي «ببساطة نتيجة لعملية الشركة الفعالة». يدعي منتقدو إلزيفير أنه في عام 2010، كانت 36 ٪ من عائدات إلزيفير المبلغ عنها البالغة 3.2 مليار دولار أمريكي أرباحًا. ادعى إلسفير أن لديه هامش تشغيل بنسبة 25.7٪ في عام 2010.

### التأثير والاستقبال
شككت دراسة أجريت عام 2016 لتقييم المقاطعة في تأثيرها، مشيرة إلى أنه في السنوات الأربع الماضية، تخلى 38٪ من الموقعين عن التزامهم بـ «لن ينشر في منفذ إلزيفير» وأن حوالي 5000 باحث فقط ما زالوا يقاطعون إلسفير بوضوح من خلال النشر في مكان آخر.. وخلصت إلى أن «القليل من الباحثين وقعوا على العريضة في السنوات الأخيرة، مما يعطي الانطباع بأن المقاطعة قد استكملت مجراها».
في فبراير 2012، أبلغ محللو بنك Exane Paribas عن تأثير مالي على إلزيفير مع انخفاض أسعار أسهم الشركة بسبب المقاطعة. انتقد دينيس سناور احتكار دور النشر العلمي، لكنه قال في الوقت نفسه إنه لا يؤيد المقاطعة على الرغم من أنه هو نفسه رئيس تحرير مجلة اقتصادية مفتوحة الوصول. وهو يعتقد أنه يجب تشجيع المزيد من المنافسة بين المجلات المختلفة بدلاً من ذلك. أفادت الأنباء أن مجلس الشيوخ بجامعة كانساس يفكر في الانضمام إلى مقاطعة إلسفير.
في عام 2019، أعلن نظام جامعة كاليفورنيا (UC) أنه ألغى اشتراكات إلزيفير، مشيرًا إلى التكاليف ونقص الوصول المفتوح. تم اتخاذ خطوات مماثلة من قبل جامعات أخرى، بما في ذلك معهد ماساتشوستس للتكنولوجيا في عام 2020،  جامعة ولاية نيويورك في عام 2020،  جامعة ولاية فلوريدا في عام 2018،  جامعة ولاية فلوريدا تشابل هيل في عام 2020،  وجامعة ولاية لويزيانا في عام 2019. في عام 2021، تفاوض نظام جامعة كاليفورنيا على اتفاقية «تجريبية» جديدة مدتها 4 سنوات مع إلزيفير تسمح لباحثي جامعة كاليفورنيا بالنشر في مجلات إلزيفير على أساس الوصول المفتوح واستعادة الوصول إلى مجلات إلزيفير لمكتبات جامعة كاليفورنيا،  بعد فتح مماثل - اتفاقيات الوصول مع جامعة كارنيجي ميلون في عام 2019 (لمدة 4 سنوات)  ونظام الجامعة النرويجية في عام 2019 (لمدة عامين).
في إشارة إلى ثورات الربيع العربي، أطلقت صحيفة فرانكفورتر ألجماينه تسايتونج الألمانية اليومية على الحركة اسم «الربيع الأكاديمي» ((بالألمانية: Akademischer Frühling)‏). عندما تعهدت مؤسسة Wellcome Trust البريطانية بفتح المجال للعلوم، أطلقت صحيفة The Guardian على هذا الأمر أيضًا اسم «الربيع الأكاديمي». بعد إعلان Wellcome Trust، اعترفت تلك الصحيفة بحملة «تكلفة المعرفة» كبداية لشيء جديد.

## موقع الكتروني
ظهر موقع على شبكة الإنترنت يسمى «تكلفة المعرفة»، يدعو الباحثين والعلماء إلى إعلان التزامهم بعدم تقديم أوراق بحثية إلى مجلات إلزيفير، وليس مقالات محكمين لمجلات إلزيفير، وعدم المشاركة في مجالس التحرير.

## الموقعون
في 8 فبراير 2012، أصدر 34 من علماء الرياضيات البارزين الذين وقعوا على احتجاج تكلفة المعرفة بيانًا مشتركًا للغرض يشرح أسباب دعمهم للاحتجاج. بالإضافة إلى تيموثي غاورز، إنجريد دوبيتشيس،  خوان جيه مانفريدي،  تيرينس تاو،  وندلين فيرنر،  سكوت آرونسون، لازلو لوفاسز، وجون بايز من بين الموقعين. العديد من الموقعين هم باحثون في مجالات الرياضيات وعلوم الكمبيوتر وعلم الأحياء. في 1 فبراير 2012، كان على الإعلان ألف موقع. بحلول نوفمبر 2018، وقع أكثر من 17000 باحث على العريضة. وقد نوقش نجاح الالتماس.

## رد فعل من إلسفير
في 27 فبراير 2012، أصدرت إلزيفير بيانًا على موقعها على الإنترنت أعلنت فيه أنها سحبت الدعم من قانون أعمال البحث. على الرغم من عدم ذكر حركة تكلفة المعرفة، أشار البيان إلى الأمل في أن هذه الخطوة «ستساعد في خلق مناخ أقل سخونة وأكثر إنتاجية» للمناقشات الجارية مع ممولي الأبحاث. بعد ساعات من بيان إلسفير ، أصدر النائبان داريل عيسى وكارولين مالوني، اللذان كانا رعاة مشروع القانون، بيانًا مشتركًا قالا إنهما لن يطرحا مشروع القانون في الكونجرس. في وقت سابق، اتهم مايك تيلور من جامعة بريستول عيسى ومالوني بدافع التبرعات الكبيرة التي تلقاها من إلسفير في عام 2011.
بينما احتفل المشاركون في المقاطعة بإسقاط الدعم عن قانون الأعمال البحثية، نفى إلسفير أن يكون تحركهم نتيجة المقاطعة وذكروا أنهم اتخذوا هذا الإجراء بناءً على طلب هؤلاء الباحثين الذين لم يشاركوا في المقاطعة.
في نفس اليوم، أصدرت إلزيفير رسالة مفتوحة إلى مجتمع الرياضيات، تفيد بأن هدفها هو خفض أسعارها إلى 11 دولارًا لكل مقالة أو أقل. افتتحت إلزيفير أيضًا أرشيفات 14 مجلة رياضيات تعود إلى عام 1995 بجدار متحرك مدته أربع سنوات. في أواخر عام 2012، جعلت إلزيفير جميع مجلات «الرياضيات الأساسية» متاحة للوصول حتى عام 2008. المقاطعة لا تزال سارية المفعول.[بحاجة لمصدر]